# Đỗ Thị Hải Yến
Đỗ Thị Hải Yến (n. 1 de octubre de 1982) es una bailarina y actriz vietnamita nacida en la provincia de Bac Ninh, en el norte de Vietnam.

## Vida
Se graduó en la Escuela de Danza de Hanói, la más prestigiosa del país, donde estudió durante ocho años.
Hai Yen ha interpretado diversos papeles en varias películas vietnamitas y ha alcanzado una gran fama en el país, tanto por su labor en el cine y la televisión como por su talento en el ballet. En el extranjero es eminentemente conocida por su papel de Phoung en la película "El americano impasible" junto a Michael Caine y Brendan Fraser en 2002. Actualmente, compagina su carrera cinematográfica con su faceta de profesora de ballet.

## Filmografía
- 2000, Pleno Verano; de Anh Hung Tran
- 2001, Vu khuc con co; de Jonathan Foo y Phan Quang Binh Nguyen
- 2002, El estadounidense impasible; de Phillip Noyce
- 2006, Chuyen cua Pao; de Quang Hai Ngo

## Premios
| Año  | Categoría                                    | Película               | Resultado |
| ---- | -------------------------------------------- | ---------------------- | --------- |
| 2002 | Premio Satélite a la mejor actriz de reparto | El americano impasible | Nominada  |

- Datos: Q3033236